# Solo tu (brano musicale)
Solo tu è un brano musicale dei Matia Bazar, pubblicato nel singolo Solo tu/Per un minuto e poi... nel 1977. L'autore del testo è Aldo Stellita, mentre la musica fu composta da Carlo Marrale e Piero Cassano.

## Descrizione
Il brano fu, inizialmente, pubblicato come lato A del 45 giri Solo tu/Per un minuto e poi... – che, il 1º novembre del 1977, raggiunse la vetta della classifica Hit Parade Italia – e, in seguito, inserito nella raccolta L'oro dei Matia Bazar - Solo tu (Ariston, AR LP 12326).
Qualche mese dopo il brano venne notato anche in Francia, e dopo l'invito a un'esibizione televisiva, il disco raggiunse il primo posto della classifica. In seguito i Matia lanciarono con successo il pezzo anche in Spagna, Germania e Giappone.
Con questo brano, i Matia Bazar vinsero il concorso Vota la voce, nell'anno stesso, come ‘Miglior gruppo’.

### Adattamento in spagnolo
L'anno successivo, una versione in spagnolo con lo stesso titolo (testo di Luis Gómez-Escolar Roldán) è stata pubblicata come singolo (Hispavox, 45-1706) e compare nell'album Sencillez insieme alle altre traduzioni di successi. Quest'album è una raccolta di canzoni destinate al mercato latino, piuttosto che una versione in spagnolo del corrispondente album Semplicità pubblicato in Italia nello stesso anno.
Questa versione fu poi inclusa rimasterizzata nella raccolta in CD e LP Grandes éxitos (1996) e nel doppio CD Fantasia - Best & Rarities (2011).

### Jingle pubblicitario
Il brano venne usato nella pubblicità televisiva della Tanara, nota marca di gelati ed attualmente per la Unieuro, nota catena di elettronica di consumo ed elettrodomestici. Una sua parodia si sentì in una pubblicità dell'epoca della Fiat 126.

## Tutte le versioni dei Matia Bazar

### Formazione originale
- Antonella Ruggiero – voce solista
- Carlo Marrale – chitarra, voce, cori
- Piero Cassano – tastiere, voce, cori
- Aldo Stellita – basso
- Giancarlo Golzi – batteria

### Tabella
| Solista            | Anno      | Album                           |
| ------------------ | --------- | ------------------------------- |
| Antonella Ruggiero | 1977 1981 | L'oro dei Matia Bazar Live@RTSI |
| Laura Valente      | –         | –                               |
| Silvia Mezzanotte  | 2000 2002 | Brivido caldo Messaggi dal vivo |
| Roberta Faccani    | –         | –                               |

La tabella riassume le versioni su album registrate da tutte le soliste del gruppo.

## Versione solista di Antonella Ruggiero
Nel 1997 la stessa Antonella Ruggiero include una nuova versione del brano, eseguita insieme ai rapper Esa e La Pina che curano anche l'arrangiamento, nel suo secondo album da solista Registrazioni moderne. Il CD che è una raccolta in cui Antonella reinterpreta, con la collaborazione di altri gruppi e musicisti, canzoni dell'epoca in cui era stata la voce dei Matia Bazar, viene ristampato l'anno dopo e rimasterizzato nel 2006.
Il brano spicca nell'album per la musicalità e per l'intensità vocale della stessa Ruggiero.

### Musicisti
- Antonella Ruggiero – voce solista
- Esa – rapper, programmazioni, voce
- La Pina – rapper, voce

## Cover di Alex Rossi
Nel 2020, il cantautore francese di origini italiane Alex Rossi ne incide, insieme all'attrice-compositrice Calypso Valois, una cover accompagnata da un videoclip girato a Parigi.

## Tracce
Testi di Aldo Stellita, musiche di Carlo Marrale e Piero Cassano.
Adattamento in spagnolo di Luis Goméz-Escolar Roldáno.
1977 -  Italia (Ariston – AR 00793)
 Lato A 
1. Solo tu – 3:45

Lato B
1. Per un minuto e poi... – 5:44

1978 -  Spagna (Hispavox – 45-1706)
 Lato A
1. Solo tu (versione spagnola) – 3:45

Lato B
1. Per un minuto e poi... – 5:44

1978 -  Germania (Ariola – 11 874 AT, per il mercato europeo)
 Lato A
1. Solo tu – 3:45

Lato B
1. Per un minuto e poi... – 3:44

1978 -  Colombia (Ariston – 543003)
 Lato A
1. Solo tú – 3:45

Lato B
1. Por una hora de amor – 3:36

1978 -  Brasile (RCA Victor – 1018109)
 Lato A 
1. Solo tu – 3:45

Lato B
1. Mister Mandarino – 3:40

1979 -  Cile (Quatro – QS-184)
 Lato A
1. Solo tú – 3:45

Lato B
1. Por una hora a tu lado – 3:36